# Procambarus milleri
Procambarus milleri é uma espécie de crustáceo da família Cambaridae. É endémica dos Estados Unidos da América.